# Прапор Середино-Будського району
Пра́пор Середино-Будського району затверджений 16 травня 2003р рішенням сесії районної ради. 

## Опис
Прямокутне полотнище з співвідношенням сторін 2:3 поділене вертикально на три рівновеликі смуги: дві зелені з боків та жовту посередині. У центрі жовтої смуги розміщено герб Середино-Будського району.

## Див.також
- Герб Середино-Будського району
- Середино-Будський район